# Married Too Young
Married Too Young é um filme americano lançado em 1962. Dirigido por George Moskov, o enredo envolve dois adolescentes que fogem e se metem em problemas.
"Há muito se acredita que o filme foi escrito ou co-escrito por Edward D. Wood, Jr", embora "a filha do roteirista Nathaniel Tanchuck, Heather Tanchuck, tenha declarado que Wood não teve absolutamente nada a ver com o filme". No entanto, em 2013, foram encontrados documentos mostrando que Wood havia contratado a reescrita do filme e tinha chegado ao ponto de entrar com um processo por falta de pagamento do contrato.

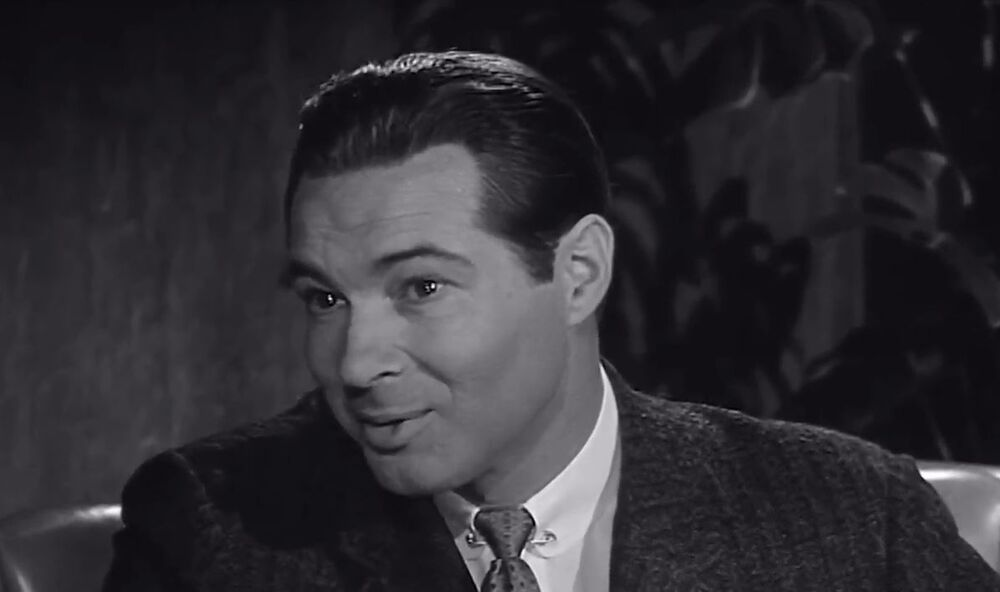
Anthony Dexter em Married Too Young (1962).

O filme foi o primeiro longa-metragem a apresentar Harold Lloyd Jr. em um papel principal. No filme, Lloyd de 31 anos interpretou um estudante de ensino médio de 17 que se casou com sua namorada do ensino médio. Lloyd reclamou que a arte do pôster do filme "mostre-o com uma garota voluptuosa que tem apenas um pequeno papel", ao que ele disse, "quando as pessoas derem uma olhada em uma dessas fotos, vão pensar que sou algum tipo de viciado em sexo".

## Elenco
- Harold Lloyd Jr. as Tommy Blaine
- Jana Lund as Helen Newton
- Anthony Dexter
- Trudy Marshall
- Brian O´Hara
- Nita Loveless
- Lincoln Demyan
- Marianna Hill
- Cedric Jordan
- Jamie Forster
- George Cisar as Miltie
- Joel Mondeaux
- David Bond as the Justice of the Peace
- Richard Davies as the Judge
- Irene Ross

## Recepção
O TV Guide avaliou Married Too Young com 2/5 estrelas. Um revisor o chamou de potboiler monótono. Outro artigo descreveu o enredo como um exagero no que se refere à má educação dos pais.